# Facing gravity
Facing gravity is het tweede studioalbum van de Duitse muziekgroep Chandelier. 

## Inleiding
Het wordt door de meeste recensenten omschreven als het beste album uit het leven van de band, anderen zagen meer in debuutalbum Pure. De titel van het album verwijst naar de vliegkracht van de hommels; deze insecten zijn in staat met een vleugeloppervlak van 0,7 cm² te vliegen (aldus het boekwerkje). 
Opnamen vonden opnieuw plaats in de TRO-studio in Dormagen, behalve Itai dat werd opgenomen in Hillside Studio in Leverkusen.
De stijl van muziek is enigszins veranderd van lijkend op Marillion met Fish naar IQ met Peter Nicholls.

## Musici
- Martin Eden – zang
- Herry Rubarth – drumstel
- Christoph Tiber – basgitaar
- Udo Lang – gitaar
- Tobias Budnowski – toetsinstrumenten

Met
- Toni Moff Mollo – zang op All my ways; hij genoot enige bekendheid als zanger van Grobschnitt
- Masaru Kikawa – stem op Itai

## Muziek
| Nr. | Titel               | Duur  |
| --- | ------------------- | ----- |
| 1.  | Start it            | 5:36  |
| 2.  | Cuckoo              | 7:21  |
| 3.  | Itai                | 5:01  |
| 4.  | Safe                | 6:42  |
| 5.  | Glimpse of home     | 14:48 |
| 6.  | All my ways         | 4:34  |
| 7.  | This circling world | 4:39  |
| 8.  | Wash & Go           | 8:01  |
| 9.  | Autumn song         | 4:16  |

## Nasleep
Het album kreeg in 1997 een heruitgave via InsideOut Music, een platenlabel gespecialiseerd in progressieve rock. In 2018 volgde weer een heruitgave via Chichadisc/GAD. Die laatste werd aangevuld met een tweede disc, waarop een concertregistratie uit 1993. Tijdens het concert kwam een citaat naar voren uit Firth of Fifth van Genesis.